# رودريك مينزل
رودريك مينزل (بالألمانية: Roderich Menzel) مواليد 13 أبريل 1907 في الامبراطورية النمساوية المجرية - الوفاة 17 أكتوبر 1987 في ميونخ، ألمانيا الغربية، كان لاعب كرة مضرب ألماني بدأ مسيرته كمحترف سنة 1928 وكان يلعب باليد اليمنى، اعتزل اللعب في 1939. أعلى تصنيف له في الفردي كان المركز الـ 7 في سنة 1934.

## النهائيات

### الفردي (الوصافة 1)
| الحصيلة | السنة | البطولة          | الأرضية | المنافس  | النتيجة       |
| ------- | ----- | ---------------- | ------- | -------- | ------------- |
| الوصافة | 1938  | البطولة الفرنسية | ترابية  | دون بادج | 6–3, 6–2, 6–4 |

### الزوجي المختلط (الوصافة 1)
| الحصيلة | السنة | البطولة                   | الأرضية | الشريك     | المنافس                 | النتيجة       |
| ------- | ----- | ------------------------- | ------- | ---------- | ----------------------- | ------------- |
| الوصافة | 1935  | البطولة الوطنية الأمريكية | عشبية   | كاي ستامرز | سارا بالفري إنريكو ماير | 3–6, 6–3, 4–6 |

## الخط الزمني للأداء
مفتاح
| ف | ن | ن.ن | ر.ن | د# | د.م | ل | أ.أ | ت | غ | ب | ف | ذ | م.خ | ل.ت |

(ف) فاز بالبطولة (ن) وصل النهائي (ن.ن) نصف النهائي (ر.ن) ربع النهائي (د#) الأدوار الأربعة الأولى (د.م) دور المجموعات (ل) شارك في كأس ديفيز (أ.أ) خرج من الأدوار الاولى (ت) خسر التصفيات التأهيلية (غ) غاب عن الحدث أو البطولة (ب) حصل على ميدالية برونزية (ف) حصل على ميدالية فضية (ذ) حصل على ميدالية ذهبية (م.خ) بطولة الماسترز خُفضت إلى مرتبة أقل (ل.ت) البطولة لم تعقد في السنة المعينة.
لتجنب الارتباك وازدواجية الحساب، يتم تحديث هذه المعلومات إما في نهاية البطولة، أو عندما تكون مشاركة اللاعب في البطولة قد انتهت.
| الدورة              | المسيرة كهاو | المسيرة كهاو | المسيرة كهاو | المسيرة كهاو | المسيرة كهاو | المسيرة كهاو | المسيرة كهاو | المسيرة كهاو | المسيرة كهاو | المسيرة كهاو | المسيرة كهاو | المسيرة كهاو | المسيرة كهاو | المسيرة كهاو | المسيرة كهاو | المسيرة كهاو | المسيرة كهاو | المسيرة كهاو | المسيرة كهاو | المسيرة كهاو | المسيرة كهاو | المسيرة كهاو | المسيرة كهاو | المسيرة كهاو | المسيرة كهاو | المسيرة كهاو | المسيرة كهاو | المسيرة كهاو |
| الدورة              | '28          | '29          | '30          | '31          | '32          | '33          | '34          | '35          | '36          | '37          | '38          | '39          |              |              |              |              |              |              |              |              |              |              |              |              |              |              |              |              |
| ------------------- | ------------ | ------------ | ------------ | ------------ | ------------ | ------------ | ------------ | ------------ | ------------ | ------------ | ------------ | ------------ | ------------ | ------------ | ------------ | ------------ | ------------ | ------------ | ------------ | ------------ | ------------ | ------------ | ------------ | ------------ | ------------ | ------------ | ------------ | ------------ |
| دورات الجراند سلام: |              |              |              |              |              |              |              |              |              |              |              |              |              |              |              |              |              |              |              |              |              |              |              |              |              |              |              |              |
| أستراليا            | غ            | غ            | غ            | غ            | غ            | غ            | غ            | ر.ن          | غ            | غ            | غ            | غ            |              |              |              |              |              |              |              |              |              |              |              |              |              |              |              |              |
| فرنسا               | غ            | د2           | غ            | د4           | ن.ن          | ر.ن          | ر.ن          | ر.ن          | غ            | غ            | ن            | غ            |              |              |              |              |              |              |              |              |              |              |              |              |              |              |              |              |
| ويمبلدون            | د1           | د1           | د2           | غ            | د4           | ر.ن          | د3           | ر.ن          | غ            | د1           | د4           | د2           |              |              |              |              |              |              |              |              |              |              |              |              |              |              |              |              |
| أمريكا المفتوحة     | غ            | غ            | غ            | غ            | غ            | غ            | د4           | د4           | غ            | غ            | غ            | غ            |              |              |              |              |              |              |              |              |              |              |              |              |              |              |              |              |

## روابط خارجية
- رودريك مينزل على موقع رابطة محترفي التنس (الإنجليزية)
- رودريك مينزل على موقع الاتحاد الدولي لكرة المضرب (الإنجليزية)
- رودريك مينزل على موقع كأس ديفيز (الإنجليزية)
- رودريك مينزل على موقع خلاصة التنس.كوم (الإنجليزية)